# Пискун, Владислав Эдуардович
Владисла́в Эдуа́рдович Пискун (укр. Владислав Едуардович Піскун; 28 декабря 1984, Харьков, СССР) — украинский футболист, защитник. Мастер спорта международного класса.

## Биография
Владислав Пискун родился в семье футболиста Эдуарда Пискуна. Когда Владиславу было 2 года, его отец переехал в Севастополь, чтобы выступать за местную команду. Там же футболист начал свою карьеру, выступая в местных футбольных секциях.
Первым профессиональным клубом Пискуна стал местный «Черноморец», клуб выступал во Второй лиге Украины. С образованием в городе одноимённого клуба, он перешёл туда. Первоначально футболист выступал на правом фланге полузащиты, а затем после проигрыша за место в составе, он стал на позицию в защиту команды. С 2008 года футболист стал твёрдым игроком основного состава клуба.
В сезоне 2009/10 «Севастополь» смог стать победителем Первой лиги Украины и выйти в Премьер-лигу. В Премьер-лиге дебютировал 9 июля 2010 года в выездном матче против луганской «Зари» (0:0), Пискун отыграл весь матч. 24 июля 2010 года в домашнем матче против киевского «Арсенала» (0:1), Пискун был признан одним из лучших игроков команды, а «Севастополь» добыл первую победу в чемпионате. В том же году он получил тяжёлую травму позвоночника и не выступал на протяжении 3 месяцев. В ноябре, после случившейся аварии, руководство «Севастополя» приняло решение отказаться от услуг Пискуна.

### Авария
21 ноября 2010 года Пискун, будучи за рулём автомобиля, не справившись с управлением на скорости 140 км/час, выехал на тротуар, где сбил насмерть, по некоторым данным беременную, 26-летнюю Лину Воронкову и двух её детей — пятилетнюю Настю и двухгодовалую Киру, которую Лина везла в коляске. Сам Пискун получил сотрясение мозга и перелом голени, девушка, ехавшая с ним в машине, также получила травмы. В тот же день он был арестован. Через несколько дней после ареста появились слухи, что Пискун попытался совершить суицид путём повешения, однако был остановлен сотрудниками СИЗО; МВД Украины опровергло эту информацию. Пискуну было предъявлено обвинение по статье 218 УПК Украины.
29 марта 2011 года суд приговорил Пискуна к 6,5 годам лишения свободы. 2 июля, после пересмотра дела по ходатайству прокуратуры, срок лишения свободы футболиста увеличился до 9 лет. Наказание футболист отбывал в Полтавской области, и после половины срока был выпущен за примерное поведение.

### Возвращение в футбол
Находясь в местах лишения свободы, Пискун продолжал по мере возможности играть в футбол — в составе команды «Динамо» (Божково) — в первенстве Полтавского района, но только в домашних матчах команды. 26 июня 2015 года провёл первый матч на свободе, выйдя из тюрьмы — сыграл в контрольном матче против «Полтавы» за команду «Рокита» из Полтавской области. Летом 2015 года возобновил карьеру, начав выступления за «Кремень».

## Достижения
- Победитель Первой лиги Украины: 2009/10
- Победитель Второй лиги Украины: 2006/07
- Бронзовый Второй лиги Украины: 2005/06

## Личная жизнь
Сын футболиста Эдуарда Пискуна. Женат. Супруга — Наталья. Дочь — Екатерина.